# Perú (Argentine)
Pour les articles homonymes, voir Peru.
Perú est une localité rurale argentine située dans le département de Guatraché, dans la province de La Pampa. Sa zone rurale s'étend jusqu'au département de Hucal.
La localité compte 39 habitants (indec, 2010), soit une augmentation de 39 % par rapport au précédent recensement de 2001 qui comptait 28 habitants.